# Ashleigh Barty
Ashleigh "Ash" Barty, född 24 april 1996 i Ipswich, Queensland, är en före detta professionell australisk tennisspelare.
Barty började med tennis när hon var fem år gammal. Hon är även aktiv som cricketspelare och efter Amerikanska öppna 2014 tog hon en två år lång paus från tennis. Under denna tid tillhörde hon ett cricketlag från Brisbane. Efter pausen nådde hon året 2017 plats 17 i WTA singelrankningen. Samma år var hon även framgångsrik i dubbel där hon tillsammans med Casey Dellacqua deltog i WTA Tour Championship. Året 2018 vann Barty i dubbel vid Amerikanska öppna tillsammans med Coco Vandeweghe. Ett år senare lyckades hon vinna i singel vid Franska öppna, där hennes finalmotståndare var Markéta Vondroušová. Med ytterligare tre vunna turneringar, inklusive WTA Tour Championship 2019, nådde Barty första platsen i WTA-singelrankningen.
Genom fadern tillhör Barty folkgruppen Ngarigo, som är en av Australiens aboriginer. Det australiska tennisförbundet utnämnde Barty 2018 till ambassadör för tennisspelare som tillhör ursprungsbefolkningen.